# Lycium villosum
Lycium villosum ist eine Pflanzenart aus der Gattung der Bocksdorne (Lycium) in der Familie der Nachtschattengewächse (Solanaceae).

## Beschreibung
Lycium villosum ist ein 1 bis 3 m hoher, stark verzweigter, diözischer Strauch. Laubblätter und junge Zweige sind dicht borstig behaart. Die Laubblätter werden 16 bis 28 mm lang und 2 bis 8 mm breit, gelegentlich sind sie leicht sukkulent.
Die Blüten sind vier- oder fünfzählig. Der Kelch ist trompetenförmig und dicht borstig mit drüsigen und nichtdrüsigen Trichomen besetzt. Die Kelchröhre hat eine Länge von 5 bis 7 mm und ist mit 2,5 bis 3,5 mm langen Kelchzipfeln besetzt. Die Krone ist breit halbeiförmig bis halbkugelförmig. Sie ist creme- bis schmutzig weiß gefärbt. Die Kronröhre wird 9 bis 12 mm lang, die Kronlappen werden 1,5 bis 2 mm lang. Die Staubfäden sind an der Basis filzig behaart.
Die Frucht ist eine rote, breit eiförmig bis kugelförmige Beere. Sie ist 3 bis 5 mm lang und 3 bis 4 mm breit.
Die Chromosomenzahl beträgt 2n = 48.

## Vorkommen
Die Art ist auf dem Afrikanischen Kontinent verbreitet und kommt dort in Südafrika in der Provinz Nordkap sowie in Namibia und Botswana vor.

## Systematik
Innerhalb der Bocksdorne (Lycium) wird die Art nach phylogenetischen Untersuchungen in eine Klade mit anderen altweltlichen Arten der Gattung gruppiert. Innerhalb dieser Klade ist die Art nahe verwandt mit den Arten Lycium acutifolium, Lycium eenii, Lycium shawii, Lycium schweinfurthii, Lycium bosciifolium und Lycium hirsutum.